# Опсада Београда (1690)
Опсаду Београда извршили су од 1. до 10. октобра 1690. године Турци под командом великог везира Фазил Мустафа-паше из породице Ћуприлић. Део је Великог бечког рата, а завршена је турским освајањем града.

## Увод
Аустријанци септембра 1688. године, под командом Максимилијана II Емануела, заузимају Београд. Након пада Београда, Аустријанци продиру даље ка југу, све до Косова, подстичући владаре Срба и Бугара на устанке против Турака. Услед напада француског краља Луја XIV на хабзбуршке земље на Рајни, Аустријанци су присиљени да обуставе офанзиву и започну повлачење. Истовремено долази до прве велике сеобе Срба под патријархом Арсенијем Црнојевићем. На место великог везира 1689. године долази способни војсковођа Фазил Мустафа-паша Ћуприлић, у потоњем рату губитник и гине код Сланкамена. Турци под новим везиром започињу противофанзиву, потискујући Аустријанце ка северу, а истовремено сузбијајући Карпошеве устанике.

## Снаге
Око 120.000 турских војника, под командом великог везира Фазила, заузимају Смедерево 29. септембра 1690. године. Део снага одатле је упућен ка Темишвару (Кримска коњица), док је главнина кренула ка Београду. Фазил је стигао пред зидине града 3. октобра 1690. године. Велики везир је распоредио снаге у три групе. Десну групу чинили су јаничари, египатске трупе и коњаници, са 24 топа, под командом Ахмед-паше и Сулејман-паше. Овај група опсела је Београд са дунавских падина. Средњу групу чинили су јаничари и бројала је 25 топова. Она је са југа кренула према центру Београда. Трећу групу, под командом Коџа-Халил паше и Мустафа-паше (који је командовао војском из Алепа и Румелије), као и Албанци под командом Кучук Џафер-паше (део јаничара и коњаници са 20 топова) нападали су са савских падина. У резерви је остављена коњица (највероватније на Великом Врачару), која је наводно бројала 40.000 људи.

## Опсада
Опсада Београда отпочела је 4. октобра 1690. године, када су Турци напали град. Одбраном Београда руководио је аустријски генерал Фердинанд Гобер фон Аспремон Линден. До 10. октобра Турци су успели да запале артиљеријом четири магацина муниције у Доњем граду, да поруше бедеме, униште батеријске положаје и оштете северне зидове Доњег града. По неким изорима, магацине у Доњем граду запалио је издајнички инжењер Корнеро, који је касније прешао на страну Турака. У овим борбама страдало је око 4.000 бранилаца. Десетог октобра Турци предузимају јуриш и савладавају посаду бедема, избијајући под тврђаву, коју су Аустријанци напустили како би се пребацили на леву обалу Саве и Дунава. Беглербегови Анадолије и Румелије погинули су приликом опсаде Београда. Турци су запленили велику количину ратног материјала.

## Након битке
Београд је 1690. године поново постао турска гранична тврђава према Аустрији, што ће остати у наредне две и по деценије. Турска посада бројала је 14.000 људи и 100 топова. Под руководством Корнера, који прелази на страну Турака, изграђена су два бастионска рога (хорнверка) испред бедема на јужном фронту тврђаве, са редви-линијом, а између њих два удвојена бастиона. Аустријанци су током рата поново покушали да запоседну Београд 1693. године. Нападом је руководио генерал Карло Евгеније Круи који је 19. јула стигао на леву обалу Саве према Великог ади циганлији са 30.000 људи. До 22. јула аустријска војска прелази реку и ископава ровове од Саве до Карабурме, ван домета турских топова. Турци су извршили упад из вароши 3. августа и нанели Аустријанцима велике губитке. Пошто је набавио опсадне топове, Круи је 16. августа отпочео са бомбардовањем Београда. Седмог септембра извршио је општи јуриш, који су Турци одбили. Затим су Турци извршили испад и нанели Аустријанцима осетне губитке, приморавши их на повлачење преко Саве у Срем. Карловачким миром (1699) Београд је припао Турцима. Аустријанци ће га освојити 1717. године приликом новог Аустријско-турског рата.